# Ischnocolus algericus
Ischnocolus algericus är en spindelart som beskrevs av Tord Tamerlan Teodor Thorell 1875. Ischnocolus algericus ingår i släktet Ischnocolus och familjen fågelspindlar. Inga underarter finns listade i Catalogue of Life.